# Pjotr Pavlenskij

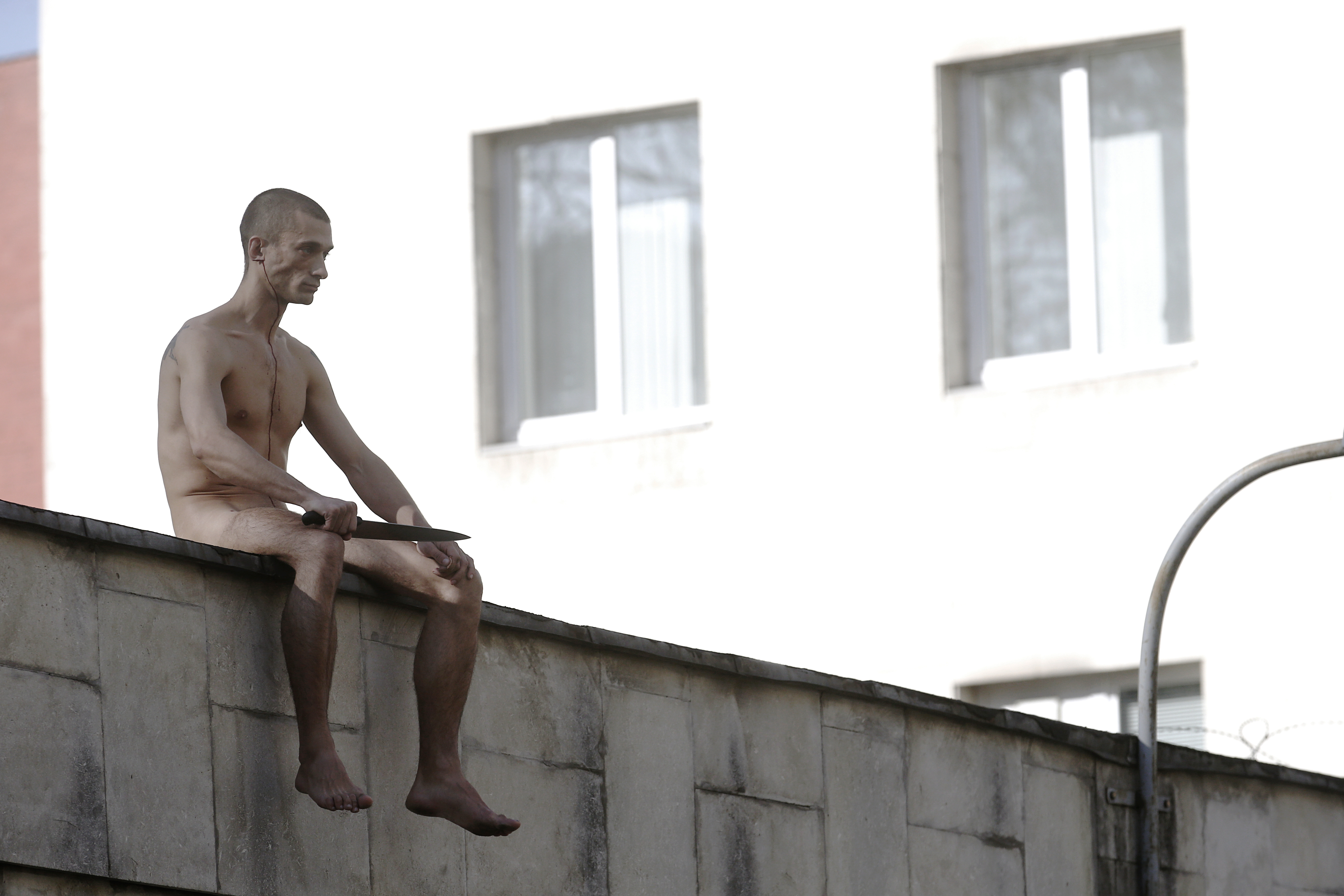
Pjotr Andrejevič Pavlenskij

Pjotr Pavlenskij (rusky Пётр Андреевич Павленский) je ruský konceptuální umělec. Vzhledem k charakteru jeho performancí jej lze označit jako akcionistu. Pavlenskij vyvolal veřejnou debatu a byl předmětem soudních řízení v Rusku a Francii kvůli kontrakulturní povaze svých děl.

## Dětství a vzdělání
Pavlenskij se narodil v Leningradu v roce 1984 a studoval monumentální umění na Petrohradské akademii umění a průmyslu. Během čtvrtého ročníku na Akademii absolvoval také školení v Nadaci Pro Art pro kulturu a umění v Petrohradu.

## Kariéra
Někdy je považován za součást třetí vlny ruského akcionismu, nebo za umělce, který tvoří politické umění, Pavlenskij říká, že opustil používání těchto termínů, aby teoretizoval svou vlastní uměleckou praxi, kterou nazývá: Subjektovo-objektové umění.
Podle vlastního vyjádření se ve svých performancích věnuje politickému umění, kritizujícímu „mocenské nástroje systému a jeho ideologický aparát“, což odlišuje od umění zabývajícího se politikou. Až na výjimku spočívají jeho performance v nečinnosti, na niž reagují státní složky - policisté, zdravotníci, hasiči a dotvářejí je vyšetřovatelé, psychiatři nebo provládní média.
Vysvětluje, že Subjektovo-objektové umění je založeno na „existenci moci jako fenoménu a na interakci těch, kteří vládnou (subjekty moci), s těmi, kteří jsou vládnuti (objekty moci)“. Podle něj Subjektovo-objektové umění spočívá v organizování určité kombinace okolností, která nutí subjekty moci uchýlit se ke své moci autority. Tímto způsobem realizují umělcovu myšlenku „nutit moc působit skrze umění“. Věří, že „subjekt v mocenské pozici se tak stává objektem umění a to, co ho v objekt proměňuje, je jeho vlastní moc autority.“
Pavlenskij také odlišuje fotografickou dokumentaci svých událostí od „precedentů“, které představují obrazy obdařené estetickou hodnotou a texty vytvořené subjekty moci během administrativních a soudních řízení, jež si umělec vybírá k výstavě v uměleckých prostorách a k publikaci v knižní podobě.

## Performance
Pavlenskij se stal známým veřejnosti poté, co si nechal zašít ústa, aby upozornil na těžký úděl umělců v současném Rusku a vyjádřil podporu uvězněným členkám punkové kapely Pussy Riot. V červenci 2012 stál hodinu a půl na schodech Kazaňské katedrály v Petrohradě s ústy zašitými režnou. Akcí nazvanou „Šev“ reagoval na odsouzení členek skupiny k několikaletému vězení za pobuřující vystoupení v moskevské katedrále Krista Spasitele.
3. května 2013 uspořádal Pavlenskij svou druhou akci subjektově-objektového umění, nazvané „Vykuchání“. Se před sídlem petrohradského gubernátora objevil nahý, „oděný“ pouze do ostnatého drátu, čímž chtěl vyjádřit stav člověka žijícího v represivním politickém systému. Umělec mlčel, ležel napůl ohnutý v laně a nereagoval na žádné pohyby, dokud ho policie nezachránila zahradnickými nůžkami.

10. listopadu 2013 Pavlenskému, sedícímu nahému na dlažební kostce před Leninovým mauzoleem na Rudém náměstí v Moskvě, byl do šourku zatlučen velký hřebík, který ho přišpendlil k chodníku. Akci provedl v den, kdy v Rusku slaví profesní svátek příslušníci bezpečnostních složek. Když dorazili policisté, přikryli ho dekou a později ho zatkli. „Nahý umělec dívající se na svá varlata přibitá k dlažebním kostkám je metaforou apatie, politické lhostejnosti a fatalismu ruské společnosti,“ vysvětlil Pavlenskij médiím.

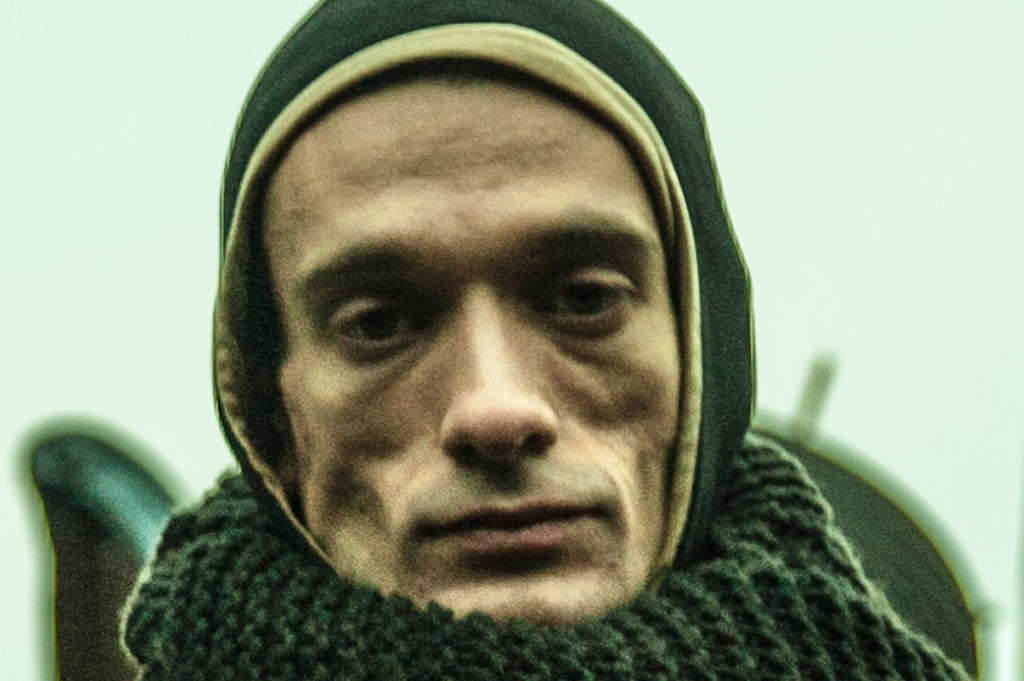
Pjotr Andrejevič Pavlenskij

V únoru 2014 realizoval jedinou kolektivní akci, když usiloval o navození atmosféry kyjevského Majdanu tím, že spolu s dalšími kolegy vytvořili na jednom petrohradském mostě barikády, zapálili je, tloukli do želez. Chtěli rekonstruovat obraz lidového povstání v plamenech. Etkinlik, Pavlensky ve yardımcılarını tutuklayan Saint Petersburg polisi tarafından yarıda kesildi. Během vyšetřování Pavlenskij tajně nahrával své výslechy s hlavním vyšetřovatelem Pavlem Jasmanem a vedl s ním diskusi o povaze a významu politického umění. Jasman opustil svou práci v ruském vyšetřovacím výboru a začal se připravovat na to, že se stane právníkem, který bude Pavlenského obhajovat. Přepisy jejich rozhovorů byly v mnoha zemích publikovány jako Dialogy o umění.
V říjnu 2014, aby upozornil na tendenci psychiatrických léčeben potlačovat ty, kteří se odchylují od normy, přelezl nahý přes zeď Serbského centra a uřízl si pravý ušní lalůček. Tento čin byl inspirován malířem Vincentem van Goghem. Poté byl odveden policií. V Serbského centru, před nímž Pavlenskij provedl svůj happening, bývali v době Sovětského svazu internováni pod záminkou psychiatrické diagnózy politicky nepohodlní lidé. Krátce po své akci s názvem „Oddělení“ („Separace“) byl hospitalizován v moskevské nemocnici s podezřením na zápal plic.
Sám Pavlenskij byl několikrát vyšetřován psychiatry, kteří potvrdili, že je duševně zdravý, policie mu však v září 2014 opět doručila obsílku k nucenému vyšetření. Petrohradský soud v minulosti zamítl žádost policie k umístění Pavlenského na psychiatrickou kliniku.
V říjnu 2014, krátce po své předchozí performanci přijel do Jihlavy jako host Mezinárodního festivalu dokumentárních filmů Ji.hlava, aby se zúčastnil tzv. Inspiračního fóra, propojujícího diváky a filmaře s lidmi z veřejné sféry, kteří radikálně posouvají hranice společenského dialogu.
V listopadu 2015 zapálil vchodové dveře do sídla ruské Federální bezpečnostní služby FSB v budově Lubjanka, dříve sídle Čeky, NKVD a KGB. Byl zadržen pro podezření z výtržnosti. Několik hodin po této umělecké akci bylo zveřejněno video vysvětlující její význam. Jednalo se o Pavlenského šestou akci subjektově-objektového umění s názvem „Hrozba“. Za tento čin byl v moskevském vězení a hrozily mu 3 roky odnětí svobody. V červnu 2016 byl po sedmi měsících propuštěn a odsouzen k pokutě ve výši asi 190 tisíc korun.
Podle majitele galerie Marata Guelmana tato akce ilustruje Pavlenského „jasnou symboliku“: „Lubjanská brána je branou do pekla, vstupem do světa absolutního zla. A před plameny pekla stojí osamělý umělec čekající na zatčení... Pavlenského silueta před hořícími branami FSB je silným symbolem současného Ruska, a to jak politicky, tak umělecky.“
V květnu 2017 získal politický azyl ve Francii, načež tam v říjnu podpálil budovu francouzské centrální banky na Place de la Bastille. Dne 10. ledna 2019 byl Pavlenskij odsouzen ke třem letům vězení; doba předběžné vazby mu byla započítána do odpykané doby, zbývající dva roky byly podmíněně odloženy.  U soudu na umělcovu obhajobu svědčil nevidomý muž. Odsouzeným bylo navíc nařízeno zaplatit Francouzské bance 18 678 eur na materiální škodě a 3 000 eur na morální škodě. Podle novin Le Matin Pavlenskij v reakci na to rusky vykřikl „Nikdy!“. Pavlenskij svůj případ věnoval markýzi de Sadeovi.
V roce 2020 Pavlenski vytvořil novou politickou uměleckou akci s názvem „Pornopolitics“, pro kterou spustil webové stránky označované za „první pornografický zdroj na světě zahrnující volené a jmenované politiky nebo vládní úředníky“. Stránky Pornopolitique.com byly cenzurovány tři dny po zahájení akce. Pavlenskij byl zatčen a vzat do policejní vazby se svou partnerkou Alexandrou De Taddeo, která byla příjemcem sexuálně explicitního obsahu. Soudní proces proběhl 28. června 2023. Pozvali historiky umění, aby svědčili, a herce, aby u soudu ztvárnili Molièrova Tartuffa. Dne 11. října 2023 byl odsouzen k šestiměsíčnímu trestu, který si měl odpykat mimo vězení s elektronickým náramkem, zatímco De Taddeo dostal šestiměsíční podmíněný trest. Byla jim uložena pokuta 15 000 eur a bylo jim nařízeno zaplatit soudní výlohy ve výši 5 000 eur. Dne 31. ledna 2025 pařížský odvolací soud rozhodnutí zrušil a zprostil De Taddeo všech obvinění. Prohlásil jej za spravedlivé, protože nebyla spoluautorkou Pavlenského uměleckého projektu.

## Ocenění
V roce 2016 získal Cenu Václava Havla za kreativní disent. Později mu však byla odňata, neboť ji i s finanční odměnou chtěl věnovat povstalecké organizaci a výslovně podpořil násilí jako metodu boje proti útlaku ze strany vlády.

## Případ s nožem
Pavlenskij je také obviněn z bodnutí dvou lidí na soukromém večírku v domě svého právníka Juana Branca 31. prosince 2019, což popírá. Francouzská policie ho hledá již více než pět týdnů, a 15. února 2020 byl zatčen v Paříži a držen ve vazbě do doby vyšetřování.
Dne 29. srpna 2024 se konalo soudní slyšení ohledně případu s nožem, k němuž došlo v noci 1. ledna 2020. Podle novinářů z novin Le Parisien a Le Point Pavlenskij vysvětlil soudu své právní problémy ve Francii s tím, že do země přijel v roce 2017, protože obdivoval markýze de Sade a považoval ho za nejvýznamnějšího Francouze na světě. Podle jeho názoru však Francouzi Sadea nemají rádi, a proto ho nemají rádi ani on. Dne 3. října 2024 bylo rozhodnutí odročeno: Pavlenskij byl shledán vinným a odsouzen k jednomu roku vězení s elektronickým náramkem a zákazem nošení zbraní po dobu pěti let.